# Erich Cramer
Erich Cramer (* 24. Januar 1904 in Friedrichshagen (Landkreis Niederbarnim); † 16. Dezember 1977 in Hamburg-Blankenese) war ein deutscher Verleger.
Der Sohn des Metallarbeiters Emil Cramer (1869–1937) trat 1924 als Graphiker in den Berliner Architektur- und Kunstverlag Ernst Wasmuth ein, bei dem er nach acht Jahren infolge wirtschaftlicher Schwierigkeiten entlassen wurde. 
Er nahm  eine freiberufliche Vertriebstätigkeit für den Atlantis-Verlag auf, den Martin Hürlimann 1930 in Berlin gegründet hatte. Mit Hürlimanns Unterstützung eröffnete er 1932 die "Buchhandlung Erich Cramer". 1937 erwarb er in Stettin das Zeugnis zum Sporthochseeschiffer. Während er 1940–1945 zur Kriegsmarine abgeordnet war, wurde seine Handlung ausgebombt. 
Bereits im August 1945 eröffnete er eine neue Buchhandlung, bezog im nächsten Jahr neue Geschäftsräume in der  Potsdamer Straße 180-82 und spezialisierte sich auf Architektur, Bautechnik und Kunstgewerbe. Zusätzlich gab es eine angeschlossene Reise- und Versandabteilung. Bald beschäftigte er 20 Mitarbeiter. Ab 1948 versuchte er mit dem  Buchhändler Kurt Meurer (1901–1991) und mit Unterstützung des Börsenvereins vergeblich Buch-Abonnements zu begründen. Reinhard Mohn setzte die Idee später um. 
Bei der zunehmenden Isolierung Berlins überließ er seinem Bruder Herbert die Leitung der Berliner Buchhandlung und gründete im Oktober 1950 in der Frankfurter Kronbergstraße den Kronen-Verlag, mit dem er im 1953/54 in den Hamburger Steindamm umzog. Später zog er um in die Donnerstraße in Altona. Der Verlagsleitung gehörte Hans-Joachim von Leesen an. Zu seinen naturwissenschaftlichen Illustratoren gehörten Claus Caspari, Wilhelm Eigener, Franz Murr, Ludwig Binder, Karl Grossmann und Hans Vogel. Es endstand die 7 Werke umfassende "Sammlung naturkundlicher Tafeln" mit ca. 2200 Illustrationen der Natur.
Im Sommer 1954 heiratete er in zweiter Ehe Ingeborg Rudolph, mit der er zwei Kinder hatte. Sie bewohnten das Gustav-Frenssen-Haus in Blankenese. Das Paar bereiste Afrika und Indien. Seine Frau brachte aus Masindi den Falter rhipidarctia crameri sp. n. mit. 
Seine Witwe verkaufte den Verlag um 1996 an ihre Tochter Susanne. Nach Ingeborgs Tod am 29. November 1996 wurde die Verlagstätigkeit bis 2006 eingestellt. 2007 wurde "Cramers Gallery of Nature" mit Sitz in Locarno, Schweiz, gegründet. Diese vermarktet digital die Abdruckrechte der Bilder der Sammlung naturkundlicher Tafeln.

## Nachweise
1. ↑  https://www.cramers-gallery.com/ueber-cramers Zugriff am 24. Juni 2015.

| Personendaten    | Personendaten          |
| ---------------- | ---------------------- |
| NAME             | Cramer, Erich          |
| KURZBESCHREIBUNG | deutscher Verleger     |
| GEBURTSDATUM     | 24. Januar 1904        |
| GEBURTSORT       | Berlin-Friedrichshagen |
| STERBEDATUM      | 16. Dezember 1977      |
| STERBEORT        | Hamburg-Blankenese     |